# Gelbstreifen-Ameisenschlüpfer
Der Gelbstreifen-Ameisenschlüpfer (Myrmotherula sclateri) zählt innerhalb der Familie der Ameisenvögel (Thamnophilidae) zur Gattung Myrmotherula.
Die Art ist endemisch im Amazonas-Regenwald und kommt in Ostperu südlich des Amazonas, Nordbolivien und Brasilien südlich des Amazonas vor.

Verbreitungsgebiet (grün) des Gelbstreifen-Ameisenschlüpfers

Das Verbreitungsgebiet umfasst tropischen oder subtropischen feuchten Tieflandwald, Terra Firme, Übergangszonen und Várzea bis 550 m Höhe. Die Art wird seltener am Waldrand angetroffen als der sympatrisch vorkommende Östliche Weißkehl-Ameisenschlüpfer (Myrmotherula brachyura).
Der lateinische Artzusatz bezieht sich auf Philip Lutley Sclater.

## Merkmale
Der  Vogel ist 8 bis 9 cm groß und wiegt zwischen 8 und 10 g. Das Männchen ist auf der Oberseite schwarz, weißlich, die Kappe hellgelb gestreift. Der Interskapularfleck ist hellgelb, die Flügel haben zwei deutliche weiße Binden, die Schwanzfedern sind weiß berandet mit weißen Spitzen. Ohrdecken, Kehle und Unterseite sind gelb mit deutlichem schwarzen Kinnstreif. Das Weibchen unterscheidet sich durch blassere Färbung an Kopf und Brust und ist an der Unterseite meist mehr gestreift. Die 1916 von Cherrie als Myrmotherula kermiti beschriebene Form wird heute als Variante der hier beschriebenen Art angesehen.
Die Art ist monotypisch.

## Stimme
Der Gesang wird als lange, etwas klagende langsam wiederholte, gleichmäßige Tonfolge beschrieben.

## Lebensweise
Die Nahrung besteht aus verschiedenen Insekten, wohl auch Spinnen, die in Paaren, in Familiengruppen und fast immer in großen gemischten Jagdgemeinschaften meist in 15 m über dem Erdboden gejagt werden.
Die Brutzeit  nicht genau bekannt.

## Gefährdungssituation
Der Bestand gilt als nicht gefährdet (Least Concern).